# PENTAX
PENTAX（ペンタックス）は、レンズ・カメラ・デジタルカメラ・天体望遠鏡・内視鏡など旧旭光学工業時代から続く製品群のブランド名である。
本稿では源流企業であるペンタックス株式会社（英: PENTAX Corporation、旧・旭光学工業株式会社）についても述べる。

## ブランドを使用している企業
- リコーイメージングが製造販売するデジタルカメラ、双眼鏡、セキュリティカメラ用レンズ等光学機器
- HOYA（PENTAXライフケア事業部）が製造販売する内視鏡、喉頭鏡、人工骨、音響・音声解析ソフトなどの医療関連製品
- TIアサヒ[1]が製造販売する測量機器
- セイコーオプティカルプロダクツが製造販売する眼鏡レンズ - ※2024年現在は使用されてない

## 概要

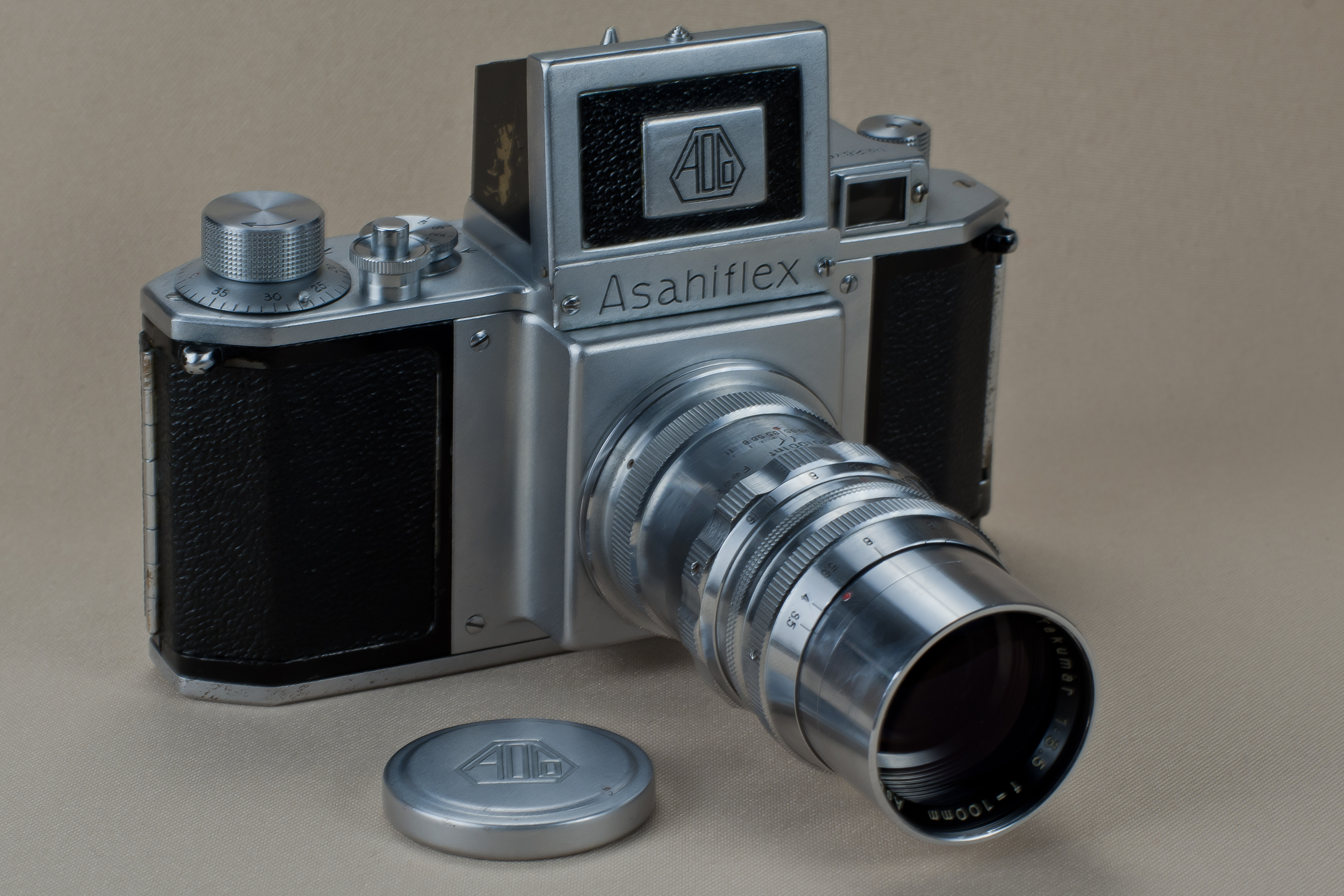
国産初の一眼レフ、アサヒフレックスI

PENTAXブランドのカメラ製造メーカーは、現在のリコーイメージング株式会社に事業が引き継がれる前は、社名を旭光学工業株式会社（あさひこうがくこうぎょう、英: Asahi Optical Co., Ltd.）といい、眼鏡用レンズ製造会社として大正8年（1919年）に創業。独自に培ったレンズ研磨・コーティング技術を活かし、国産初の映写用レンズや、双眼鏡、カメラ用レンズを製造していたが、昭和27年（1952年）には国産初の一眼レフカメラ「アサヒフレックスI」を発表。これを皮切りに一眼レフカメラの先駆者として世界から注目を集める企業へと成長する。本社は東京都（東京都板橋区前野町2-35-7）、国内事業所は栃木県（栃木県芳賀郡益子町大字塙858）、宮城県（宮城県栗原市築館字下宮野岡田30-2）、山形県（山形県長井市日の出町4-1）にあった。
ほかのカメラメーカーが舶来のカメラをお手本に、ブローニーフィルムを使う二眼レフカメラや35mmフィルム判のレンジファインダーカメラを製造するなか、旭光学工業は一眼レフカメラに高い将来性を感じ、国内ではいち早く35mm判一眼レフカメラの開発に取り組んでいた。当初は上から覗きこむウエストレベルファインダーであったが、自然な姿勢で覗くファインダーを設けるためにペンタプリズムを導入して、現在の一眼レフカメラの構造を完成させる。さらに、昭和35年（1960年）、世界初のTTL露出計による測光機能を搭載した35mm判一眼レフカメラ「スポットマチック」を発表。昭和39年（1964年）に販売が始まった「アサヒペンタックスSP」は、一眼レフカメラの大衆化に貢献する世界的ベストセラー機となった。また、中判カメラでもロングセラー機となる一眼レフ機を開発。そして、110フィルムを使用した世界最小の一眼レフカメラや、世界初のフラッシュ内蔵オートフォーカス一眼レフカメラも発売。平成9年（1997年）にはデジタルカメラ市場に参入。
デジタルカメラ部門でも35mm判及びAPS-C判Kマウントと中判645マウントのデジタル一眼レフに、最小最軽量のノンレフレックスカメラのQマウントを加えて多マウント展開。銀塩カメラ時代からの特徴的な露出操作体系に加え、デジタルカメラにおいても画像仕上げの機能の充実や、手ブレ補正のためのセンサーシフト機構を構図の調整や天体追尾、画質の向上に積極的に応用するなど、趣味性の高いカメラのニッチ市場で特徴ある製品を出している。また過去のレンズ資産についても純正のアダプター1枚で、1957年以降に発売されたレンズは全てが利用できるなど、長く利用しているユーザーにも配慮を見せている。そして事業再編を経てリコー傘下となった現在も、民生用のデジタルカメラのみならず、日本の捜査機関の鑑識部門や、学術研究分野からのニーズに応えた専用カメラの開発など、高い技術開発力を活かして一眼レフカメラの製造にこだわり続けている。
PENTAXという名称の由来は、昭和32年（1957年）5月発売の一眼レフカメラ「アサヒ ペンタックス（通称AP）」の製品名による。この名称は、「アサヒフレックス」に、ファインダーに内蔵される光学部品「ペンタプリズム」を搭載したことにちなんでいるが、元々は東ドイツのVEBツァイス・イコンの登録商標（「ペンタプリズム」および「コンタックス」から）を旭光学工業が買収している。「アサヒペンタックス」は「アサヒフレックスⅡA」にペンタプリズムを搭載することで、アイレベルの正立・正像が得られ、機動性、使いやすさを飛躍的に向上されることを実現した。そこで、カメラの開発と並行して、従来の「アサヒフレックス」とは違う新しい製品名を付けることが検討されたいきさつがある。その後、カメラを中心とする製品名には「アサヒペンタックス」が使われていたが、1970年代後半にはレンズのブランドにて「タクマー」に代って「PENTAX」が使われるようになり、昭和54年（1979年）9月に発売した「PENTAX MV-1」からカメラ本体のブランドも「PENTAX」に変更されている。

## 沿革
ここでは、以下についての沿革を記する。
- 旭光学工業合資会社
- 旭光学工業株式会社
- ペンタックス株式会社
- HOYA株式会社の「PENTAX」ブランドのみ
- ペンタックスイメージング株式会社
- ペンタックスリコーイメージング株式会社の「PENTAX」ブランドのみ
- リコーイメージング株式会社の「PENTAX」ブランドのみ

### 年表
- 1919年 - 「旭光学工業合資会社」を設立。
- 1923年 - 国産初となる映画用映写レンズ「AOCO」を製作
- 1931年 -
  - 国産カメラレンズの設計を初めて完成。
  - 六桜社（現：コニカミノルタ）のフォールディングカメラ「パーレット」にレンズを供給。
- 1934年 - 巣鴨新田に新工場建設。
- 1938年 - 「旭光学工業株式会社」に組織変更。
- 1940年 -
  - 大山工場竣工。
  - 千代田光学精工（現：コニカミノルタ）のプロマーレンズを製作。
- 1950年 - 三和商会「マイクロカメラ」のレンズを製作。当時からレンズコーティングの技術が高く評価される。
- 1946年 - 終戦後に操業再開。双眼鏡用レンズやカメラ用レンズの加工、研磨を行う。
- 1948年 - ミクロン双眼鏡「6×15ジュピター」を発売
- 1952年 - 日本初の35mm一眼レフカメラ「アサヒフレックスI型」を開発。
- 1954年 - 世界初の量産型独自開発クイックリターンミラー搭載の「アサヒフレックスII B型」を発売。
- 1955年 - 「旭光学商事株式会社」設立。
- 1957年 - 世界で初めてクイックリターンミラーとペンタプリズムを両方搭載した「アサヒペンタックス」発売。
- 1958年 - スプリットイメージプリズム採用の「アサヒ ペンタックスK」発売。（KはKingの意）
- 1959年 -
  - 「アサヒペンタックスS2」発売。
  - 旭光学のシンボルマークを制定
- 1960年 - フォトキナで世界初TTL測光一眼レフ アサヒペンタックス・スポットマチック発表
- 1961年 - 
  - ペンタックスメーター開発「アサヒペンタックスS3」発売。
  - 「アサヒスポット露出計（スポットメーターI）」を発売
- 1962年 - 世界初の35ミリ一眼レフ用対角線魚眼レンズ「フィッシュアイ タクマー　18mmF11」を発売
- 1964年 - ロングセラーカメラ「アサヒペンタックスSP」発売。
- 1967年 - 日本メーカーで初のカメラ博物館を東京・西麻布に開館（現・閉館）。
- 1968年 - 
  - 益子工場を設立（栃木県芳賀郡益子町大字塙858）。
  - SPからTTL露出計を除いた「アサヒペンタックスSL」発売。
- 1969年 - 6×7cm中判一眼レフカメラ「アサヒペンタックス6×7」発売。
- 1971年 - 
  - 東京証券取引所第1部に上場。
  - 世界初の多層膜コーティングレンズであるスーパー・マルチ・コーティング（SMC）を開発
  - フォーカルプレーン機としては世界初のTTL開放測光・自動露出機構搭載「アサヒペンタックスES」発売。
- 1973年 - ESの記憶回路をICにした「アサヒペンタックスES II」発売。
- 1975年 - バヨネットマウント（Kマウント）を採用した「アサヒペンタックスKシリーズ」発売。
- 1976年 - Kシリーズを小型化した「アサヒペンタックスMシリーズ」発売。
- 1979年 - 
  - 110フィルムを使用した小型一眼レフカメラ「PENTAX オート110」発売。
  - 一眼レフ生産800万台を突破
- 1980年 - 創業60周年を記念した高級一眼レフカメラ「PENTAX LX」発売。
- 1981年 - 世界初のTTLオートフォーカス一眼レフカメラ「PENTAX ME-F」発売。
- 1982年 - ペンタックス初のコンパクトカメラ「ペンタックスPC35AF（オートロン）」を発売
- 1983年 - マルチ・モードを採用した「PENTAX Aシリーズ」発売。
- 1984年 - 中判カメラ「PENTAX 645」発売。
- 1985年 - マニュアル&入門機「PENTAX Pシリーズ」発売。
- 1986年 - 世界初のズームコンパクトカメラ「PENTAX ズーム70」発売。
- 1987年 - 世界初のフラッシュ内蔵オートフォーカス一眼レフカメラ「PENTAX SFX」発売。
- 1989年 - 6×7の名称変更タイプ「PENTAX 67」発売。
- 1991年 -
  - パワーズーム高級オートフォーカス一眼レフカメラ「PENTAX Zシリーズ」発売。「ペンタックス Z-1」が最初モデル。
  - 世界初の生活防水ズームコンパクトカメラ「ペンタックス ZOOM 90WR」を発売。
  - ズームコンパクトカメラの累計生産数が500万台を突破。
- 1994年 - 創業75周年記念カメラ「PENTAX エスピオミニ」発売。
- 1995年 - 
  - 世界最小AF一眼レフ「ペンタックス MZ-5」発売。
  - 世界初の魚眼ズームレンズ「smc PENTAX-Fフィッシュアイズーム17-28mmF3.5-4.5」が登場。
- 1997年 -
  - デジタルカメラ「PENTAX EI-C90」発売。
  - 世界初のレンズ交換式AF中判一眼レフカメラ「PENTAX 645N」を発売
- 1998年 - 67をベースにした「PENTAX 67II」発売。
- 1999年 - ズームコンパクトカメラの累計出荷台数が2000万台を突破
- 2000年 - 
  - デジタルカメラ分野に本格参入。
  - ミレニアム記念のデジタルカメラ「PENTAX EI-2000」発売。
  - 世界初の回折型DVD/CD互換ハイブリッドピックアップレンズを開発・製品化
- 2002年 - 社名を「ペンタックス株式会社」に変更
- 2003年 - 
  - ペンタックス初のレンズ交換式デジタル一眼レフカメラ「PENTAX *istD」発売。
  - 新開発のスライディング・レンズ・システムにより世界最小・最軽量を実現したコンパクトデジタルカメラ「PENTAX Optio S」発売
- 2004年 - 「PENTAX オプティオ」新シリーズ発売。
- 2006年 - ボディ内手振れ補正機能搭載のデジタル一眼レフカメラ「PENTAX Kシリーズ」（K100D、K10D）発売。

11月30日発売のK10D（手ぶれ補正・CCDゴミ取り機能搭載、防塵・防滴ボディ）は、当初10月下旬発売予定であったが、予想を大幅に上回る発注が殺到し出荷数量確保のために発売が1ヶ月延期された。
- 2007年 - 超音波モーター内蔵レンズに対応し、独自のゴミ除去機構を採用した「PENTAX K100D Super」と、“カメラグランプリ 2007”受賞記念特別仕様のK10D「PENTAX K10D グランプリパッケージ」発売。
- 2008年 -
  - スタンダードクラスのデジタル一眼レフカメラ「PENTAX K200D」とミドルクラスの一眼レフカメラ「PENTAX K20D」を発売。2009年には本体並びにバッテリーグリップをチタンカラーにした「PENTAX K20D チタンカラープレミアムキット」を発売。
  - APS-Cサイズの撮像素子搭載デジタル一眼レフカメラとして世界最小となる「K-m」発売。2009年にカラーバリエーションモデル「K-m white」と「K-m olive」を台数限定で発売。
- 2009年 -
  - 金属製コンパクトボディとPENTAX 初の動画撮影機能を搭載したデジタル一眼レフカメラ「PENTAX K-7」発売。2010年に限定1000台のカラーバリエーションモデル「K-7 Limited Silver」を発売。
  - カメラとしては世界初の、100タイプのカラーバリエーションモデルを展開する「PENTAX K-x」発売。Web限定でコレジャナイロボやタワーレコードとのコラボ製品を限定発売。
- 2010年 -
  - 同社初の中判デジタル一眼レフカメラ「PENTAX 645D」を発売。2011年にボディ外装に漆塗装を施した「645D japan」を受注発売。
  - 同様受注生産により120パターンの色が選べる「PENTAX k-r」を発売。Web限定でコレジャナイロボやリラックマとのコラボ製品を限定発売。
  - K-7の機能強化版である「PENTAX K-5」を発売。2011年に限定1500台のカラーバリエーションモデル「K-5 Limited Silver」を発売。
- 2011年 - レンズ交換式デジタルカメラ（ミラーレス一眼カメラ）で世界最小最軽量となる「PENTAX Q」発売。
- 2012年 -
  - K-5のブラッシュアップ版として、デジタル一眼レフカメラ「PENTAX K-5Ⅱ」「PENTAX　K-5Ⅱs」発売。「PENTAX K-5 IIs」は、モアレや擬色の対策として装備されていた、高周波遮断用ローパスフィルターを廃することで、解像度を優先したモデルとなっている。
  - 防塵防滴、耐寒-10度や視野率約100%のファインダーを搭載したデジタル一眼レフカメラ「PENTAX K30」発売。
  - Kマウントを採用したレンズ交換式デジタル一眼カメラ（ミラーレス一眼カメラ）「PENTAX K-01」発売。
  - 100種類のボディカラーの組み合わせがオーダーできるデジタル一眼カメラ「PENTAX Q10」発売。
- 2013年 -
  - 映画『ヱヴァンゲリヲン新劇場版:Q』とのコラボレーションモデルの「PENTAX Q10」発売。
  - エントリー機としては初となる防塵防滴、耐寒-10度や視野率約100%のファインダーを搭載したデジタル一眼レフカメラ「PENTAX K50」発売。
  - 「PENTAX Q10」の上位機種となる1/1.7型の裏面照射型CMOSセンサーを搭載したデジタル一眼カメラ「PENTAX Q7」発売。
  - Kシリーズの最上位モデルとして、ローパスフィルターレスながら光学ローパスフィルターと同等のモアレ軽減効果が得られる世界初の「ローパスセレクター」を搭載した「PENTAX K-3」を発売。併せて、特別にセットされるバッテリーグリップとカメラ本体・レンズをシルバーとした限定2000台のカラーモデル「K-3 Premium Silver Edition」も発売。
  - 1回シャッターで360度の全天球イメージが撮影できる「RICOH THETA」を発売。
- 2014年 -
  - 有効画素数約5140万画素を実現した中判デジタル一眼レフカメラ「PENTAX 645Z」発売。
  - 広角から超望遠まで1台で対応できる光学52倍ズームを搭載したデジタルカメラ「PENTAX XG-1」発売。
  - ボディ前面に合皮素材を採用したデジタル一眼カメラ「PENTAX Q-S1」発売。
  - 電源レバー・モードダイヤル・OKボタン・グリップ部にLEDの「ボディライト」を内蔵したほか、最上位モデルの「K-3」に搭載されている「ローパスセレクター」も搭載したスタンダードタイプのデジタル一眼レフカメラ「PENTAX K-S1」を発売。
- 2015年 -
  - K-3の後継機種として手ぶれ補正4.5段分、超解像技術「リアル・レゾリューション・システム」、GPS内蔵と新たな機能を追加した「PENTAX K-3II」を発売。
- 2016年 -
  - 35ミリフルサイズ一眼レフに参入。PENTAX 初の35mmフルサイズデジタルカメラであり、5軸5段分の手ぶれ補正、透過型ファインダー内表示、スマートファンクション（ダイヤル）、フレキシブルチルト式液晶モニターを搭載した「PENTAX K-1」を発売。
  - 高度なノイズ処理をするアクセラレーターユニット、像面位相差とコントラストのハイブリッドオートフォーカス、スタンダードクラスとしては初の「リアル・レゾリューション・システム」を搭載した「PENTAX K-70」を発売。
- 2017年 -
  - APS-Cサイズで超高精細画像とISO819200の超高感度撮影を実現し、5軸5段分の手ぶれ補正、任意機能割り当て可としたスマートファンクションを搭載し、スナップ撮影にも適した小型設計に交換式グリップと上下チルト式3.0型液晶モニター、さらに優れた耐環境性能を両立した「PENTAX KP」を発売。
- 2018年 -
  - 35ミリフルサイズデジタル一眼レフカメラ「PENTAX K-1」の後継、「PENTAX K-1 Mark II」を発売。最高ISO感度819200や、手持ちでのリアル・レゾリューション・システムを実現した。また、「PENTAX K-1」を「PENTAX K-1 Mark II」に改造するアップグレードサービスも実施された。
- 2019年 -
  - デジタル一眼レフカメラ「PENTAX KP」に特別色の塗装とカスタムパーツを装着した特別モデル「PENTAX KP J limited」を発表。全国を巡るイベント「PENTAX KP J limited Japan Tour 2019」や特別イベント「PENTAX KP J limited NIGHT」を実施。
  - 11月27日、デジタル一眼レフカメラや交換レンズ、双眼鏡等でブランド展開している「PENTAX」の起源となった旭光学工業合資会社（当時）の誕生から100年を迎える。

- 2020年 -
  - カメラ業界の大多数がミラーレスカメラへのシフトを急速に進める中、「一眼レフの未来を創る」として"PENTAX STATEMENT"と題するブランドビジョンを発表し、今後も光学ファインダーを大切にしていく姿勢を表明した。
- 2021年 -
  - APS-Cフラグシップとして約2573万画素の超高精細画像とISO1600000の超高感度撮影を実現し、5軸5.5段分の手ぶれ補正を搭載した「PENTAX K-3 Mark III 」を発売。
- 2022年 - 
  - APS-Cスタンダードクラスで実質的にK-70の後継機となる「PENTAX KF」を発売。
- 2023年 - 
  - PENTAX K-3 Mark IIIをベースにした、モノクロ撮影専用の一眼レフカメラ。「K-3 Mark III Monochrome」を発売。
  - 「PENTAX WG-90」を発売。WGのブランドロゴがRICOHからPENTAXに戻り、変更された。
- 2024年 - 21年ぶりのフィルムコンパクトカメラの新製品、「PENTAX 17」を発売[2]。

### 事業再編（2002年10月〜2016年1月）

#### ペンタックスに社名変更
2002年10月1日に社名を旭光学工業株式会社からペンタックス株式会社に改称。
2004年、本体およびその子会社における眼鏡レンズ販売事業を、セイコーオプティカルプロダクツ株式会社（SOP）に移管。合わせてSOPに出資比率20%の資本参加、役員1名を派遣した。
2005年10月、韓国のハンファテックウィンと一眼レフカメラの共同開発で提携し、2006年10月、サムスン初となるデジタル一眼レフカメラGX-10を発売した。

#### ペンタックスとHOYAとの合併・経営統合
2006年12月21日、ペンタックス株式会社とHOYA株式会社との合併が発表され、2007年10月をめどにHOYAに吸収合併される形で「HOYAペンタックスHD株式会社」になる予定であった。しかしペンタックス側はカメラ事業売却の懸念により過半数の取締役が合併に反対。2007年4月9日、浦野文男社長ら推進派役員が退任し合併を白紙撤回した。
これに対しHOYAは、株式公開買付（TOB）によるペンタックスの買収・子会社化を発表した。5月11日、統合反対派の経営陣は単独での業績拡大を目指した中期経営計画を発表したが大株主の賛同を得られず株式市場の評価も低かったことから、5月22日、HOYAへTOB受諾を伝えた。これを受けHOYAは7月3日から8月6日までTOBを実施し、発行株式の90.59%を944億8200万円で取得した。ペンタックスは、8月14日HOYAの子会社になり、11月30日東証一部上場廃止となった。
子会社となった後も両社間で統合協議を進め、新社名は「HOYA株式会社」だが、「PENTAX」ブランドは統合後も維持することで合意。2008年3月31日にHOYAを存続会社として合併、HOYA内の複数の事業部となる。1年以上に及んだ経営統合問題は、最初の計画をほぼ踏襲する形で決着することとなった。そして、HOYA体制下では国内の工場を閉鎖、測量機器事業（現TIアサヒ株式会社）を台湾儀器行に売却。

#### リコーによるデジタルカメラ事業の買収と完全子会社化
2011年7月1日、HOYAはペンタックスのうちイメージング・システム事業（デジタルカメラ・双眼鏡等の光機部門）を分離し、それを譲渡する契約を株式会社リコーと締結する。同年7月29日、HOYA株式会社の100％持株子会社として新会社「ペンタックスイメージング株式会社」を設立。本店所在地は、PENTAX イメージング・システム事業部の所在地である板橋区前野町。なお、デジタルカメラモジュール、DVD用ピックアップレンズ、内視鏡、人工骨、音声合成ソフトウェアの事業についてはHOYAが引き続き「PENTAX Medical」ブランドにて展開する。
同年10月1日この新会社の株式をリコーが買い取り、事業譲渡が完了。「ペンタックスイメージング株式会社」を「ペンタックスリコーイメージング株式会社」に社名変更するとともにリコーの完全子会社となった。事業譲渡後もHOYAは残るメディカル事業（医療用内視鏡、人工骨）で、TIアサヒ株式会社は測量機器で「PENTAX」ブランドを使用する。
2012年4月1日、「RICOH」および「PENTAX」の双方のブランドのコンシューマー向けカメラ事業が、ペンタックスリコーイメージング株式会社に集約された。このため、PENTAXブランドのCMやリコーブランドのパンフレット、ホームページなどでは「PENTAX A RICOH COMPANY」とクレジットされるようになる。
2013年8月1日、コンシューマー向けカメラ事業の集約に目途がついたため、社名を「ペンタックスリコーイメージング株式会社」から「リコーイメージング株式会社」に変更。これに伴い、PENTAX・RICOH両ブランドのデジタルカメラのCM、パンフレット、ホームページのクレジットも親会社のリコーと同じく「RICOH imagine. change.」に改められた。
2015年11月26日、本社の移転を発表。2016年1月25日付で、本社がこれまでの東京都板橋区前野町2-35-7から、東京都大田区中馬込1-3-6 リコー大森事業所内に移る。

## 製品
製品の詳細は以下の記事を参照。

### カメラ製品
- PENTAXのカメラ製品一覧
  - PENTAXのフィルム一眼レフカメラ製品一覧:35mm判 (ねじ込み式マウント)
  - PENTAXのフィルム一眼レフカメラ製品一覧:35mm判 (KマウントMF機種)
  - PENTAXのフィルム一眼レフカメラ製品一覧:35mm判 (KマウントAF機種)
  - PENTAXのフィルム一眼レフカメラ製品一覧:中判・110フィルム用
  - PENTAXのフィルムコンパクト・APSカメラ製品一覧
- PENTAXのデジタルカメラ製品一覧

### レンズ製品
- PENTAXの写真レンズ製品一覧

### その他
現在はHOYA製造でペンタックスメディカルブランドにて販売している製品を含む。
- 人工骨
- 内視鏡
- 双眼鏡 - 「小型軽量なタンクロー、近距離双眼鏡Papilioをはじめとして、双眼鏡とスポッティングスコープを生産、販売中。
- セキュリティ用レンズ
- 眼鏡用レンズ
- 天体望遠鏡 - 2009年1月、生産終了。
- 携帯電話用カメラレンズ - NTTドコモから発売される携帯電話（docomo PRO series L-03C）へ日本の携帯電話初の3倍光学ズームレンズを提供した。
- VoiceText - 音声合成ソフトウェア。「モヤモヤさまぁ〜ず2」や「キャサリン」のナレーション等に採用されている。

## 受賞
- 独自開発のクイックリターンミラー機構により、第2回科学技術庁長官賞を受賞。（1960年）
- PENTAX super Aが、European Camera of the Year '83を受賞。
- PENTAX Zoom70が、European Compact Camera of the Year '87-'88を受賞。
- PENTAX Zoom90-WRが、European Zoom Camera of the Year '92-'93を受賞。
- PENTAX Z-1が 第9回（1992年）カメラグランプリを受賞。
- PENTAX 645Nが 第15回（1997年）カメラグランプリを受賞。
- PENTAX K10Dがカメラグランプリ 2007を受賞[10]
- PENTAX 645Dがカメラグランプリ 2011大賞を受賞[11]
- PENTAX KPが2017年度グッドデザイン賞を受賞[12]
- PENTAX K-1がGerman Design Award 2018を受賞[13]
- 「PENTAX K-1 アップグレードサービス」が2018年度グッドデザイン金賞（経済産業大臣賞）を受賞[14]

## その他
- 熊倉一雄 - かつてアニメーションを使ったCM[15]で声を担当した。（後年のサウンドロゴ「ペンタックス、ペンタックス」の連呼でも使われたが、これはこのアニメCMを再現したものである）
- 有村智恵 - 女子プロゴルファー。2007年よりスポンサー契約を締結している。
- デジタルカメラ事業を買収したリコーは、1977年から1995年までPENTAXと同じKマウント仕様の一眼レフカメラを製造していた。
- ロンドン・コーリング - イギリスのパンク・ロックバンド、ザ・クラッシュを代表するアルバム。ジャケット写真に、PENTAX ESIIを用いている。
- Popsicle Toes - マイケル・フランクスの曲の歌詞に登場する。